# Каландадзе, Анна Павловна
Анна Павловна Каландадзе (груз. ანა პავლეს ასული კალანდაძე; 15 декабря 1924 — 11 марта 2008) — грузинская советская поэтесса. Почётный гражданин Тбилиси (1983). Лауреат Государственной премии Грузии в области литературы, искусства и архитектуры (1997).

## Биография
Училась на факультете востоковедения Тбилисского университета. С 1952 года работала в Институте языкознания Грузинской АН, с 1973 года — старший научный сотрудник, с 1998 года — главный научный сотрудник.
Печататься начала в 1946.

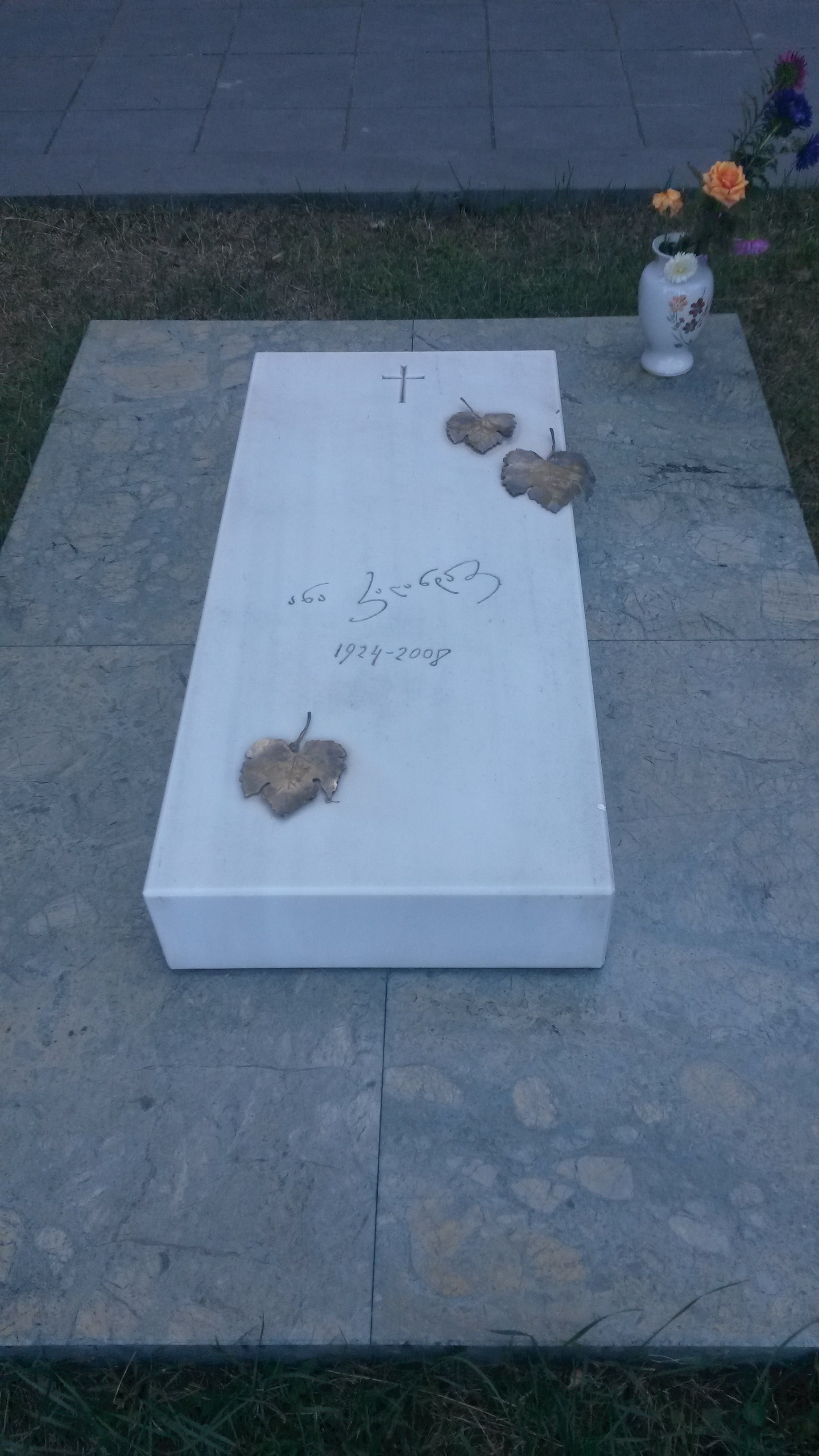
Могила Каландадзе на Мтацминда

Умерла от инсульта. Похоронена на Пантеоне Мтацминда

## Награды
- Орден Чести (1994)[4]
- Два ордена «Знак Почёта» (17.04.1958; 08.01.1975)
- Почётный гражданин Тбилиси (1983)
- Государственная премия Грузии в области литературы, искусства и архитектуры (1997)[5]

## Творчество
Хоровой цикл «Пшавские идиллии», музыка Иосифа Кечакмадзе

## Оценки современников
Вот Анна — сообщник природы,

всего, с чем вовеки не споришь, 

лишь смотришь — мгновенья и годы. 

У трав, у луны, у тумана 

и малого нет недостатка. 

И я понимаю, что Анна — 

явленье того же порядка. 

Белла Ахмадулина